# Queer Archives Institute
Queer Archives Institute – organizacja o charakterze non-profit, prowadzona przez artystów, zajmującą się badaniami, gromadzeniem, digitalizacją, prezentacją, wystawą, analizą i artystyczną interpretacją queerowych archiwów, ze szczególnym uwzględnieniem Europy Środkowej i Wschodniej. Powstała w listopadzie 2015 roku, założona przez artystę sztuk wizualnych Karola Radziszewskiego. 
Działalność instytutu skupia się na współpracy z artystami, aktywistami i naukowcami zarówno z Polski, jak i z innych krajów. Wśród archiwaliów znajduje się m.in. bogaty materiał fotograficzny działań Ryszarda Kisiela z lat 80. i 90.

## Wystawy
W ostatnich latach odbyły się następujące wystawy prezentujące zasoby Queer Archives Institute:
| 2019 | Queer Archives Institute, Schwules Museum, Berlin, Niemcy                                                          |
| 2017 | QAI/CEE, Centrala, Birmingham, Wielka Brytania Dziedzictwo, wystawa w ramach 7. Festiwalu POMADA, Warszawa, Polska |
| 2016 | Queer Archives Institute, Associação Cultural Videobrasil, São Paulo, Brazylia                                     |